# Rajd RAC 1963
Rajd RAC 1963 (20. RAC Int. Rally of Great Britain 1963) – 20. edycja rajdu samochodowego Rajd RAC rozgrywanego w Wielkiej Brytanii. Rozgrywany był od 11 do 16 listopada 1963 roku. Była to dwunasta runda Rajdowych Mistrzostw Europy w roku 1963.

## Klasyfikacja rajdu
| Miejsce                      | Kierowca                     | Pilot                        | Samochód                     | Czas                         | Strata                       |                              |
| Klasyfikacja generalna i ERC | Klasyfikacja generalna i ERC | Klasyfikacja generalna i ERC | Klasyfikacja generalna i ERC | Klasyfikacja generalna i ERC | Klasyfikacja generalna i ERC | Klasyfikacja generalna i ERC |
| ---------------------------- | ---------------------------- | ---------------------------- | ---------------------------- | ---------------------------- | ---------------------------- | ---------------------------- |
| 1.                           | Tom Trana                    | Sven Lindström               | Volvo PV 544                 | 4:06                         | 0.0                          |                              |
| 2.                           | Harry Källström              | Gunnar Häggbom               | Volkswagen 1500 S            | 4:53                         | +47                          |                              |
| 3.                           | Erik Carlsson                | Palm Gunnar                  | Saab 96 Sport                | 4:53                         | +47                          |                              |
| 4.                           | Paddy Hopkirk                | Henry Liddon                 | Austin Mini Cooper S         | 5:06                         | +1:00                        |                              |
| 5.                           | Timo Mäkinen                 | Mike Wood                    | Austin-Healey 3000           | 5:11                         | +1:05                        |                              |
| 6.                           | Henry Taylor                 | Brian Melia                  | Ford Cortina Lotus MK1 A     | 5:47                         | +1:41                        |                              |
| 7.                           | Pat Moss-Carlsson            | Jennifer Nadin-Birrell       | Ford Cortina GT              | 5:56                         | +1:50                        |                              |
| 8.                           | Gunnar Andersson             | Douglas Johns                | Volvo PV 544                 | 5:58                         | +1:52                        |                              |
| 9.                           | Donald Jude Morley           | Godfrey Erle Morley          | Austin-Healey 3000           | 6:03                         | +1:57                        |                              |
| 10.                          | Carl Orrenius                | Rolf Dahlgren                | Austin Mini Cooper S         | 6:16                         | +2:10                        |                              |